# Maciej Śliwowski
Maciej Śliwowski (* 10. Januar 1967 in Warschau) ist ein ehemaliger polnischer Fußballspieler.

## Verein
Maciej Śliwowski begann seine Profikarriere 1985 beim polnischen Traditionsverein FKS Stal Mielec. In den 1980er Jahren galt er in Polen als eines der größten Talente. In Mielec spielte er bis 1990, bevor er zum VfL Bochum in die Bundesliga wechselte. Hier konnte er allerdings überhaupt nicht überzeugen und kam zu keinem einzigen Einsatz. 1991 kehrte er nach Polen zu Zagłębie Lubin zurück und fand zu alter Stärke zurück. Mit seinem Können überzeugte er die Verantwortlichen von Legia Warschau und wechselte 1992 in die Hauptstadt. In seiner ersten Saison schoss er für Legia 24 Tore in 33 Spielen. Zu Beginn der Saison 1993/94 wechselte Śliwowski nach Österreich zum SK Rapid Wien. 1995 holte er mit Rapid den österreichischen Pokal und 1996 die österreichische Meisterschaft. 1996 folgte der Wechsel zum FC Tirol Innsbruck. Anschließend spielte er noch jeweils eine Saison für VfB Admira Wacker Mödling und die SV Ried. Seine aktive Karriere ließ er dann von 1999 bis 2000 beim FC Niederösterreich Sankt Pölten und dem SV Hundsheim ausklingen. Insgesamt brachte es Maciej Śliwowski auf 165 Spiele und 61 Tore in der polnischen Ekstraklasa und 159 Spiele und 37 Tore in der österreichischen Bundesliga.

## Nationalmannschaft
Für die polnische Fußballnationalmannschaft absolvierte er von 1989 bis 1993 insgesamt neun Spiele.

## Erfolge
- Polnischer Meister (1994)
- Österreichischer Meister (1996)
- Österreichischer Pokalsieger (1995)

| Personendaten    | Personendaten             |
| ---------------- | ------------------------- |
| NAME             | Śliwowski, Maciej         |
| KURZBESCHREIBUNG | polnischer Fußballspieler |
| GEBURTSDATUM     | 10. Januar 1967           |
| GEBURTSORT       | Warschau                  |